# Карбоньер, Андрей Александрович
Андрей Александрович Карбоньер (1846—1908) — архитектор, академик архитектуры Императорской Академии художеств.

## Биография
Сын действительного статского советника. Учился в Императорской Академии художеств (1864—1870). Получил медали Академии художеств: малая серебряная (1868) за «проект дома среди парка», большая серебряная медаль (1869) за программу «Императорский охотничий дом», малая золотая медаль (1871). Получил звание классного художника 1-й степени (1873) за программу «Проект биржи». Получил звание академика (1813) за программу «Проект здания окружного суда II разряда».
Состоял архитектором Главного инженерного управления, преподавателем и хранителем музеев Училища барона Штиглица в Санкт-Петербурге.
Среди основных построек в Петербурге: офицерский корпус казарм Московского полка (Сампсониевский пр., 59, 1875); производственные здания «Нового Адмиралтейства» (1870-е); здание Главного инженерного управления (1880—1882, совместно с Х. И. Грейфаном и Д. В. Покотиловым).

### Известные проекты
Известными проектами архитектора А. А. Карбоньера в Санкт-Петербурге являются:
- Казармы Московского полка (офицерский корпус). Большой Сампсониевский пр., 59 (1875)[4]
- Солдатская казарма лейб-гвардии Измайловского полка (с двумя служебными флигелями). Измайловский пр., 9; Троицкий пр., 2; 13-я Красноармейская ул., 1 (1870—1880)[5]
- Здание Инженерного Ведомства. Караванная ул., 1; Инженерная ул., 13х (1880—1882)[6]